# Oliva (Valencia)
Oliva ist eine Stadt im Süden der spanischen Provinz Valencia. Oliva liegt am Mittelmeer, genauer an der Costa del Azahar. 2024 hatte die Gemeinde 26.122 Einwohner.

## Kultur und Sehenswürdigkeiten
Die Promenade verläuft durch das Stadtzentrum.
In der Altstadt gibt es zwei Kirchen:
- San Roque stammt aus dem 18. bis 19. Jahrhundert.
- Santa María la Mayor stammt aus dem 17. bis 18. Jahrhundert.

Zudem gibt es das Santa Anna Schloss, das im 16. Jahrhundert erbaut wurde.
Das Archäologische Museum erzählt im Wesentlichen die Geschichte von Oliva und Umgebung bis ins Mittelalter.

## Demografie
Im Jahr 2011 hatte Oliva eine Bevölkerung von 28.400 Einwohnern, von denen 7466 (26,29 %) Einwanderer waren, mehrheitlich aus Bolivien, Ecuador, Marokko, Großbritannien und Rumänien. In Oliva gibt es Bürger aus mehr als 50 verschiedenen Ländern, vor allem aus Südamerika, Europa, Afrika und Asien.
Im Jahr 2011 lag die Arbeitslosenquote in der Stadt bei 9,7 %.
Das mittlere Einkommen einer Person in Oliva lag 2011 bei € 22.400/Jahr.

## Klima
An mehr als 230 Tagen im Jahr beträgt die Temperatur über 20 °C. Die Winter sind mild, leicht feuchten; und die Sommer sind heiß und trocken mit warmen Nächten.
Oliva genießt viele Stunden Sonnenschein im Jahr, mit mehr als 300 Tagen im Jahr mit klarem Himmel.
Temperaturkarte für Oliva (mit Regen vertreten und cm):
|      | Januar | Februar | März  | April | Mai   | Juni  | Juli  | August | September | Oktober | November | Dezember |
| ---- | ------ | ------- | ----- | ----- | ----- | ----- | ----- | ------ | --------- | ------- | -------- | -------- |
| MAX. | 17 °C  | 19 °C   | 20 °C | 22 °C | 25 °C | 30 °C | 32 °C | 34 °C  | 30 °C     | 25 °C   | 20 °C    | 18 °C    |
| MIN. | 7 °C   | 9 °C    | 11 °C | 13 °C | 16 °C | 21 °C | 22 °C | 23 °C  | 21 °C     | 15 °C   | 11 °C    | 8 °C     |
| Cm.  | 2,70   | 2,75    | 1,95  | 2,80  | 2,85  | 1,10  | 0,75  | 0,80   | 4,30      | 4,10    | 3,20     | 4,60     |

## Mediterranean Equestrian Tour
Im südlichen Teil des Stadtgebiets befindet sich das Centro Ecuestre Oliva Nova, welches Teil des Oliva Nova Beach & Golf Resort ist. Die Anlage hat sich auf die Durchführung von jährlich mehr als zehn internationalen Turnieren im Springreiten, jeweils zum Beginn und Ende der „grünen Saison“, spezialisiert. Diese werden unter dem Namen Mediterranean Equestrian Tour durchgeführt. Im Mai 2012 fand hier die zweite Etappe der Global Champions Tour statt.

## Wirtschaft
In Oliva geht die Erdgas-Pipeline Gasoducte Península-Illes Balears von Ontinyent kommend in eine Unterwasserleitung über, die weiter zu den Baleareninseln führt.

## Tourismus
Jeden Freitag findet im Stadtzentrum von Oliva ein Markt statt.

## Anreise
Der nächste Flughafen ist der Flughafen Valencia, der etwa 90 Kilometer entfernt liegt.
Der Flughafen Alicante befindet sich 110 km von Oliva entfernt.

## Persönlichkeiten
- Vicente Parra (* 1931; † 1997), Schauspieler
- Francisco Brines (1932–2021), Dichter
- Manuel Mestre (* 1935), Fußballspieler
- Enric Soria (* 1958), Dichter
- Enric Morera i Català (* 1964), Politiker
- David Fuster (* 1982), Fußballspieler